# マリヤ・ロルニカイテ
マリヤ・ロルニカイテ（Marija Rolnikaitė、1927年7月21日 - 2016年4月7日）は、ユダヤ系リトアニア人の作家で翻訳家。「リトアニアのアンネ・フランク」とも呼ばれる。ロシア語ではマリヤ・ロリニカイテ (Мария Рольникайте) と表記する。

## 経歴
1927年7月21日、リトアニアのクライペダ（メーメル）にて生まれる。出生時の名前はマーシャ・ロルニク (מאַשע ראָלניק; Mascha Rolnik; Maša Rolnik)。その後は父の出生地であるプルンゲに在住。母語はイディッシュ語で、日記もイディッシュ語で記した。リトアニア語は学校で学んだが、他方でロシア語は誰からも教わらなかった。
1941年から1943年まで家族とともにヴィリニュス・ゲットーに収容される。その後43年から1945年までラトビアのカイザーヴァルト強制収容所やポーランドのシュトゥットホーフ強制収容所に収容される。収容中に日記を書くことが趣味になった。
戦後、リトアニアに戻り、リトアニア国立交響楽団にて勤務。ソ連の作家の作品をリトアニア語に翻訳するなどした。1955年、モスクワのマクシム・ゴーリキー文学大学を修了。1963年、ゲットーおよび強制収容所に関する著書『私は語らなければならない』を出版。同書はその後18言語に翻訳された。1965年からレニングラード（現サンクトペテルブルク）に在住。1974年、短編を出版。
2016年4月7日、死去。

## 著書
- マリア・ロリニカイテ 著、飯田規和 訳『マーシャの手記——もう一人のアンネ』合同出版〈パピルス双書〉、1966年。ASIN B000JAAIT4。
- マーシャ・ロリニカイテ 著、内村剛介 訳『マーシャの日記——私は語らずにはいられない』雪書房、1966年。ASIN B000JA8NGE。
  - マーシャ・ロリニカイテ 著、内村剛介 訳『マーシャの日記―もうひとりのアンネ・フランクの記録』集英社〈集英社文庫——コバルトシリーズ〉、1979年。ASIN B000J8FL5C。
- マリア・ロリニカイテ 著、清水陽子 訳『長い沈黙』未來社、1990年。ISBN 978-4624610210。